# Shlomo Carlebach
Vista da sepultura.
Shlomo Carlebach (Berlim, 14 de janeiro, 1925—Nova Iorque, 20 de outubro, 1994)
foi um rabino e cantor. Ele foi um dos compositores mais influentes da música judaica, frequentemente chamado o mais importante compositor religioso judeu do século XX. Ele compôs milhares de melodias e gravou dezenas de álbuns de música. Sua filha é a cantora Neshama Carlebach.